# أنقليس ثعباني جيبي
أنقليس ثعباني جيبي (الاسم العلمي: Paraletharchus opercularis) هو نوع من الأنقليس، يتبع فصيلة الأنقليس الثعباني.